# Şaban Kızıltaş
Şaban Kızıltaş (ur. 1997) – turecki zapaśnik walczący w stylu wolnym. Zajął 21. miejsce w indywidualnym Pucharze Świata w 2020. Trzeci na ME U-23 w 2019 roku.